# YKK
YKK Group (jap. YKK グループ Waikeikei Gurūpu) – zrzeszenie japońskich producentów. Inicjały YKK oznaczają Yoshida Kōgyō Kabushiki-gaisha (jap. 吉田工業株式会社), nazwa ta pozostawała niezmienna od roku 1945 do 1994.

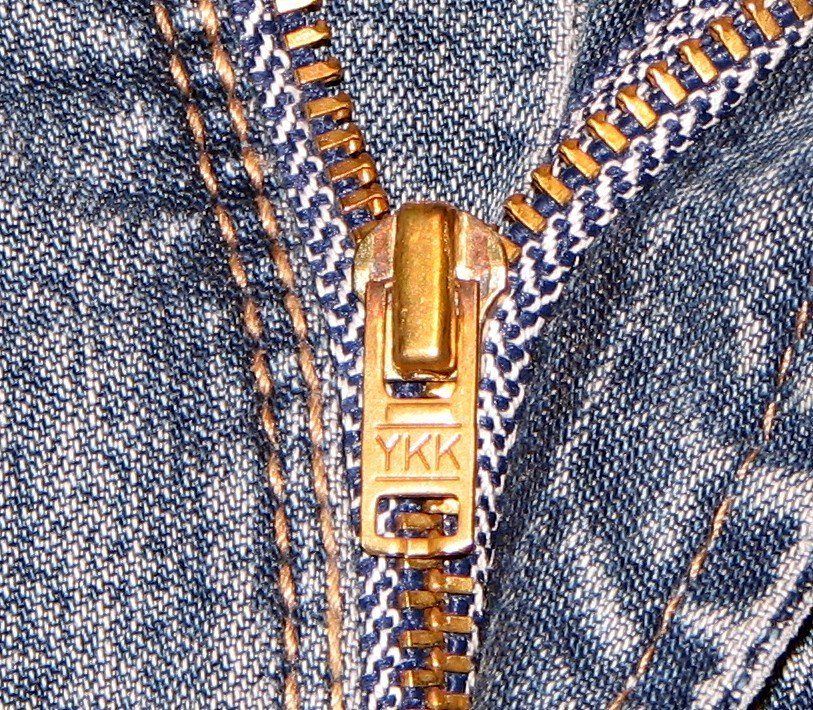
Zamek YKK w dżinsach (2007)

YKK Group znana jest jako największy na świecie producent zamków błyskawicznych, oprócz zamków wytwarza również inne produkty: mocujące, architektoniczne i części maszyn przemysłowych. Ponad 90% wszystkich zamków na świecie produkowanych jest w ponad 200 fabrykach YKK w 73 krajach na całym świecie, z największą fabryką w Georgia, USA, która wytwarza ponad 7 milionów zamków dziennie.